# Finnmarksvidda
Finnmarksvidda (que literalment significa altiplà de Finnmark; en idioma sami del nord es diu: Finnmárkkoduottar) és l'altiplà muntanyenc més gran de Noruega i ocupa una superfície de més de 22.000 km². Es troba a una altitud d'entre 300 i 500 metres i representa un 36% de la superfície del comtat de Finnmark. La distància d'est a oest, entre Alta i la península de Varanger, és de més de 400 km igual que la distància del nord al sud.
Aquest altiplà està al nord del cercle polar àrtic conté pinedes, torberes i llacs glacials. Està habitat pels samis i hi ha nombrosos ramats de rens.
El Parc nacional d'Øvre Pasvik està situat en aquest altiplà. Es va obrir el 1976 i ocupa una superfície de 1.409 km². El Parc nacional de Stabbursdalen protegeix la població de pi roig més septentrional del món.
Finnmarksvidda té un clima continental dins el clima de Noruega amb els hiverns més freds de Noruega. La mitjana anual és de -2.4 °C i la pluviometria de només 336 litres.